# エミリオ・リヴェラ
エミリオ・リヴェラ（Emilio Rivera、1961年2月24日 - ）は、アメリカ合衆国の俳優。

## 出演作品
- LAW & ORDER： 性犯罪特捜班 シーズン14
- ネイビー・シールズ
- メンタリスト シーズン4
- サウスランド シーズン3
- サンズ・オブ・アナーキー シーズン2
- ライ・トゥ・ミー　嘘の瞬間 シーズン1
- ターミネーター：サラ・コナー クロニクルズ シーズン2
- CSI:ニューヨーク5
- サンズ・オブ・アナーキー シーズン1
- Ｗｅｅｄｓ　～ママの秘密 シーズン4
- デルタ・フォース　俺たちスーパーソルジャー!
- バッデスト　偽りの捜査線
- ＢＯＮＥＳ　ボーンズ　-骨は語る- シーズン1
- ザ・シールド　～ルール無用の警察バッジ～ シーズン2
- CSI:3 科学捜査班
- コンフェッション
- アリ・Ｇ
- ER VIII　緊急救命室 第8シーズン
- NYPD BLUE　～ニューヨーク市警15分署 シーズン8
- サン・オブ・ザ・ビーチ
- NYPD BLUE　～ニューヨーク市警15分署 シーズン5
- 怒りの逃亡者
- ヒットマン:エージェント47
- Zネーション Z Nation (2015-2016)
- スリー・フロム・ヘル